# ボンジュール・ベースボール
『ボンジュール・ベースボール』は、中山星香による日本の漫画作品。単行本は全1巻（宙出版ミッシィコミックス）、文庫版全1巻（双葉文庫）。

## あらすじ
祖母に騙され女子野球部のある雷燕学園中等部に入学してしまったスポーツ万能ながらスポ根が大嫌いな主人公・三角翠。祖母からは女子野球部に入部しなかった罰として「飯抜き」状態にされ空腹の極みに陥る、そんなある日女子野球部主将からの弁当の差し入れと引き換えに女子野球部の練習試合に出場する事になったが…。

## 登場人物

### 雷燕（らいえん）学園中等部・女子野球部（愛称：サンダースワローズ）
三角 翠（みすみ すい）
主人公、1年2組、緑宿小学校出身。小学生の時より区内陸上競技大会5種目連続優勝、陸上全国大会の小学生の部にて全国優勝と大会新記録樹立、水泳においても記録保持者という輝かしい実績を誇るが、本人は周囲からスポーツの実績で騒がれるのを嫌い、わざわざ自宅近くの名門校を避け小学生時代の自分を一人も知る者がいないであろう「力走70分」の雷燕学園に入学、クラブは茶道、華道、書道の3クラブに入部希望を出したが、幼い時より野球で翠を鍛え上げ、彼女が中学・高校で野球をすることが夢という祖母に罰として3食飯抜きにされてしまう。9番・投手（P）、右投左打。
智々田 雨花（ちちだ うか）
1年2組、翠のクラスメイト。入学後女子野球部に入部。海象学院中等部との練習試合で翠とバッテリーを組む。捕手(C)、右投右打。
斬込 神枝（きりこみ かみえ）
女子野球部主将、3年2組、中等部風紀委員長。、4番・三塁手(3B)、右投右打。
山本（やまもと）
2年生、9番・左翼手（LF）。
玉緒（たまのお）
2年生、1番・投手（P）、右投右打。
太鶏（おおとり）
3年生、捕手（C）。

### 海象（かいぞう）学院中等部・少女野球部（愛称：レッドコメッツ）
希望・Y（ユール）・アズナブル（のぞみ・ユール・アズナブル）
少女野球部主将、海象学園理事長の姪で日仏混血の美少女。男子高校生並みの速球にスクリューボールまで投げなおかつ打撃にも非凡なものがある天才投手。9番・投手（P）、左投左打。
大門寺 笑（だいもんじ えみ）
1年生、9番・投手（P）、右投右打。北小では「走りの笑」と言われていたが、ずっと陸上で翠に勝てなかった為、小学生の時より一方的に翠をライバル視している。

### 雷燕（らいえん）学園高等部・男子野球部
土佐造 古那美（とさづくり こなよし）
1年生→2年生(翠入学時),1年生の時に雷燕学園が高校野球・夏春連覇を成し遂げた時の4番打者。現在は高等部の生徒会長。
土佐造 晴美（とさづくり はるよし）
1年生→2年生(翠入学時)、古那美の年子の弟であるが学年は同じである。兄同様に夏春連覇を成し遂げた時のメンバーである。現在は高等部の生徒副会長。

### その他
三角 愛（みすみ あい）
翠の祖母。翠が幼い時より鍛え上げ、小学生の時には無理やり陸上や水泳の大会に出場させていた翠曰く「鬼婆」。
木村 浩三（きむら ひろみ）
土佐造兄弟が春の選抜大会決勝で対戦した緑台西高の投手、3年生。
猿渡 飛子（さるわたり とびこ）
九一中学女子野球部代表。
月夜野 ちえじ（つきよの ちえじ）
弥彦組の若衆。
兄貴（あにき）
ちえじの兄貴分で土佐造兄弟のファンである。
社長（しゃちょう）
カネになりそうなスポーツを剣に命じて探させている謎の男。
剣（つるぎ）
社長の側近で少女野球がカネになると踏んで社長に報告する。

## 単行本
- ミッシィコミックスEX（宙出版発行・主婦と生活社発売）

ISBN 4-391-91327-5
- 双葉文庫(双葉社2000年1月発売)

ISBN 4-575-72213-8